# داگ رایت (بازیکن فوتبال)
داگ رایت (انگلیسی: Doug Wright؛ ‏۲۹ آوریل ۱۹۱۷ – ۲۸ دسامبر ۱۹۹۲) یک بازیکن فوتبال اهل انگلستان بود.

## باشگاهی
از باشگاه‌هایی که در آن بازی کرده‌است می‌توان به باشگاه فوتبال چلمزفورد سیتی، باشگاه فوتبال نیوکاسل یونایتد، باشگاه فوتبال لینکولن سیتی، باشگاه فوتبال ساوتند یونایتد، و باشگاه فوتبال بلیث اسپارتانس اشاره کرد.

## تیم ملی
داگ رایت سابقهٔ بازی در تیم ملی فوتبال انگلستان را در کارنامهٔ خود داشت. وی در تاریخ ۹ نوامبر ۱۹۳۸ تنها بازی ملی خود را در مقابل تیم ملی فوتبال نروژ انجام داد.